# Il serpente Ouroboros
Il serpente Ouroboros è un romanzo fantasy  dello scrittore inglese E. R. Eddison, pubblicato per la prima volta nel 1922. Che precede il ciclo di Zimiamvia, dello stesso autore.
È uno dei grandi classici della letteratura fantasy, apprezzato da C.S. Lewis e J. R. R. Tolkien, quest'ultimo lo considerava come “il più grande e convincente scrittore di mondi immaginari che avesse mai letto” (lettera a Caroline Everett del 24/6/1957 - lettera 199 in Lettere, Bompiani).
Il serpente Ouroboros narra le vicende di un mondo situato nello spazio più profondo: qui due potenti forze si contrappongono mentre si prepara una guerra tra imperi, uno scontro tra guerrieri e stregoni, tra onore e perfidia.
Nel frattempo si intraprende un viaggio che ha per meta una montagna incantata dove sarà possibile trovare la salvezza... o la distruzione.